# Ellipsoïde

Ellipsoïde avec (a, b, c) = (4, 2, 1).

En mathématiques, et plus précisément en géométrie euclidienne, un ellipsoïde est une surface du second degré de l'espace euclidien à trois dimensions. Il fait donc partie des quadriques, avec pour caractéristique principale de ne pas posséder de point à l'infini.
L'ellipsoïde admet un centre et au moins trois plans de symétrie. L'intersection d'un ellipsoïde avec un plan est une ellipse, un point ou l'ensemble vide.
L'équation d'un ellipsoïde centré à l'origine d'un repère orthonormé et aligné avec les axes du repère est de la forme
{\displaystyle {x^{2} \over a^{2}}+{y^{2} \over b^{2}}+{z^{2} \over c^{2}}=1}
où a, b et c, appelés demi-axes de l'ellipsoïde, sont des paramètres strictement positifs.

## Les ellipsoïdes dans l'histoire des sciences
Depuis la fin du XVIIe siècle, les propriétés des ellipsoïdes ont fait l'objet d'intenses études par les mathématiciens et les physiciens en raison de leurs applications en physique céleste, en mécanique des fluides et plus récemment en physique nucléaire.
La thématique générale est l'étude de la forme d'équilibre des objets déformables en rotation. Selon les forces internes ou externes s'exerçant sur ces objets et leurs éventuels mouvements internes (écoulements, vortex), diverses formes d'équilibre et leur stabilité ont été étudiées par les plus grands mathématiciens. Ces formes à l'équilibre peuvent être des ellipsoïdes de révolution, mais leur stabilité nécessite la connaissance des propriétés des ellipsoïdes triaxiaux.

### La forme de la Terre (et des planètes)
La recherche de la forme de la Terre, initiée par Newton est l'archétype de l'étude des corps déformables en rotation uniforme, dont la cohésion est assurée par les forces internes de gravitation, en l'absence de forces externes. Les résultats (proche de l'équilibre) de Newton furent développés par Maclaurin (1742) pour le calcul aux grandes vitesses de rotation. Jacobi (1834) a montré qu'au-delà d'un certain régime critique, les ellipsoïdes triaxiaux peuvent être des figures d'équilibre. Plus tard, dans les séquences de formes apparaissant à des vitesses de rotation de plus en plus élevées, des bifurcations  ont été étudiées par Dirichlet, Dedekind. Riemann (1860) a généralisé les études au cas où la rotation n'est pas uniforme et où des mouvements internes (vortex) sont pris en compte. Poincaré et Cartan ont démontré qu'à partir de fréquences de rotation critiques, des bifurcations vers des formes non ellipsoïdales apparaissent (fission, formes asymétriques en poire).

### Les gouttes d'eau (et autres objets macroscopiques)
Les gouttes d'eau (ou tout autre liquide) sont des objets dont la cohésion est assurée par des forces de surface (tension superficielle). Mises en rotation, elles subissent des bifurcations entre différentes séquences de formes d'équilibre,, parmi lesquelles des ellipsoïdes de révolution ou des ellipsoïdes triaxiaux. Ces figures sont difficilement accessibles à l'expérience sur Terre, en raison de l'influence externe de la pesanteur. Il a fallu attendre les années 1990, avec des expériences en apesanteur pour valider les calculs théoriques.

### Les noyaux atomiques
Dans les années 1930, G.Gamow, puis N.Bohr et JA.Wheeler, pour modéliser le phénomène de fission nucléaire récemment découvert, ont développé le modèle de la goutte liquide du noyau atomique. Dans ce modèle, les formes d'équilibre résultent de la compétition entre l'interaction nucléaire de courte portée et attractive (générant l'analogue d'une tension superficielle), l'interaction coulombienne à longue portée et répulsive et le cas échéant les forces centrifuges liées à la rotation. Plus tard, l'expérience et la théorie on montré que de nombreux noyaux ont des formes ellipsoïdales dans leur état fondamental.

## Paramétrisations
Selon le contexte et les propriétés que l'on veut étudier, différentes paramétrisations sont utilisées pour décrire un ellipsoïde.

### Équation généralisée
Dans un repère cartésien en trois dimensions, l'équation d'une surface quadratique est{\displaystyle \mathbf {x} ^{\mathsf {T}}A\,\mathbf {x} +B^{\mathsf {T}}\mathbf {x} +C=0}
où la matrice A est, par construction, une matrice symétrique réelle. D'après le théorème spectral, elle est diagonalisable et ses valeurs propres sont toutes réelles. Si ces trois valeurs propres sont strictement positives (ou strictement négatives), c'est-à-dire que A est de signature (3, 0) (ou (0, 3)), cette équation définit une quadratique type ellipsoïde. À condition éventuellement de changer tous les coefficients de l'équation par leur opposé, la matrice A est alors définie positive. Le déterminant de A n'étant pas nul, la quadratique possède un centre dont les coordonnées sont{\displaystyle \mathbf {v} =-{\frac {1}{2}}A^{-1}B,}et son équation s'écrit sous la forme :{\displaystyle \left(\mathbf {x} -\mathbf {v} \right)^{\mathsf {T}}A\left(\mathbf {x} -\mathbf {v} \right)=k}avec{\displaystyle k={\frac {1}{4}}B^{\mathsf {T}}A^{-1}B-C.}
Si k est strictement positif, l'ellipsoïde (centré en v et arbitrairement orienté) est alors l'ensemble des points x vérifiant l'équation :
{\displaystyle \left(\mathbf {x} -\mathbf {v} \right)^{\mathsf {T}}A_{1}\left(\mathbf {x} -\mathbf {v} \right)=1}
où A1 est réelle, définie positive.
De plus, les vecteurs propres de A1 définissent les axes de l'ellipsoïde et les valeurs propres de A1 sont égales à l'inverse du carré des demi-axes (c'est-à-dire 1/a2, 1/b2 et 1/c2). Les valeurs singulières de A1, étant égales aux valeurs propres, sont donc égales à l'inverse du carré des demi-axes.

### Coordonnées sphériques
Un ellipsoïde peut être paramétré de différentes manières. Une des possibilités, en choisissant l'axe z, est la suivante :{\displaystyle {\begin{cases}x=a\cos \theta \cos \phi \\y=b\cos \theta \sin \phi \\z=c\sin \theta \end{cases}}}où{\displaystyle -\pi /2\leq \theta \leq \pi /2\quad {\rm {et}}\quad -\pi \leq \phi \leq \pi .}Les paramètres peuvent être vus comme des coordonnées sphériques. Pour un θ constant, nous obtenons une ellipse qui est l'intersection de l'ellipsoïde et d'un plan z = k. Le paramètre ϕ correspond alors à l'anomalie excentrique de cette ellipse. Seuls les ellipsoïdes de révolution possèdent une unique définition de la latitude réduite.

### Coordonnées indicées
Les propriétés d'un ellipsoïde sont invariantes par permutation des indices (voir infra), suivant Chandrasekhar, on peut définir un ellipsoïde :
{\displaystyle \displaystyle \sum _{i=1}^{3}\left({\frac {x_{i}}{a_{i}}}\right)^{2}=1}, en ordonnant les demi-axes {\displaystyle a_{1}\geq a_{2}\geq a_{3}}.

### Coordonnées polaires réduites
Tout point d'une surface dans un espace à 3 dimensions est défini par 2 paramètres. La paramétrisation dite d'Hill-Wheeler définit les trois demi-axes :{\displaystyle a_{k}=R_{0}\exp[{\delta \,\cos(\gamma -k{\frac {2\pi }{3}})}]\;,k=1..3\;;0\leq \gamma \leq \pi /3}où {\displaystyle \delta } est lié à l'élongation de l'ellipsoïde (excentricité principale) et {\displaystyle \gamma } à son asymétrie (de prolate {\displaystyle \gamma =0} à oblate {\displaystyle \gamma =\pi /3}). La symétrie par permutation des axes permet de limiter le domaine de variation de {\displaystyle \gamma } de 0 à 60°.

#### Espace projectif
En géométrie projective[réf. nécessaire], l'équation d'un ellipsoïde imaginaire est de la forme
{\displaystyle {\frac {x^{2}}{a^{2}}}+{\frac {y^{2}}{b^{2}}}+{\frac {z^{2}}{c^{2}}}+1=0.}
L'équation genre ellipsoïde, cône imaginaire :
{\displaystyle {\frac {x^{2}}{a^{2}}}+{\frac {y^{2}}{b^{2}}}+{\frac {z^{2}}{c^{2}}}=0.}

## Cas particuliers

### Ellipsoïde triaxial
Un ellipsoïde est triaxial (ou scalène) si ses trois demi-axes sont différents.

### Ellipsoïde de révolution
Dans le cas où seuls deux demi-axes sont égaux, l'ellipsoïde peut être engendré par la rotation d'une ellipse autour d'un de ses axes. Il s'agit d'un ellipsoïde de révolution, parfois appelé sphéroïde, permettant d'obtenir les miroirs elliptiques des projecteurs de cinéma et les ballons de rugby. On montre aussi que cette surface est optimale pour les dirigeables.
En prenant a = b, l'équation s'écrit :
{\displaystyle {\frac {x^{2}+y^{2}}{a^{2}}}+{\frac {z^{2}}{c^{2}}}-1=0.}
On obtient un ellipsoïde de révolution d'axe Oz. En effet, les sections par les plans z = k sont des cercles d'axe Oz.
- Si {\displaystyle a=b<c}, l’ellipsoïde est dit prolate (c'est-à-dire allongé).
- Si {\displaystyle a=b=c}, l’ellipsoïde est une sphère.
- Si {\displaystyle a=b>c}, l’ellipsoïde est dit oblate (c'est-à-dire aplati).

La méridienne dans le plan xOz que l'on obtient avec y = 0 est l'ellipse d'équation :
{\displaystyle {\frac {x^{2}}{a^{2}}}+{\frac {z^{2}}{c^{2}}}-1=0.}
On remarque que l'on passe de l'équation de la méridienne à l'équation de la surface de révolution en remplaçant x2 par x2 + y2.

### Ellipsoïde réciproque
L'inversion géométrique d'un ellipsoïde de volume unité, définit l'ellipsoïde réciproque
{\displaystyle {\displaystyle {x^{2} \over 1/a^{2}}+{y^{2} \over 1/b^{2}}+{z^{2} \over 1/c^{2}}=1}\;;}
qui fait correspondre à un ellipsoïde prolate un ellipsoïde oblate (et vice versa) ; les propriétés des deux ellipsoïdes sont intrinsèquement liées (voir infra).

## Propriétés de base

### Volume
Le volume de l'espace délimité par un ellipsoïde est égal à :
{\displaystyle V={\frac {4}{3}}\pi abc={\frac {4\pi }{3}}{\sqrt {\det \left({A_{1}}^{-1}\right)}}.}
Cette formule donne le volume d'une boule de rayon a dans le cas où les trois demi-axes sont de la même longueur.
Les volumes du plus grand parallélépipède rectangle inscrit et du plus petit parallélépipède rectangle circonscrit sont donnés par les formules suivantes :
{\displaystyle V_{\max }={\frac {8}{3{\sqrt {3}}}}abc\quad {\rm {et}}\quad V_{\min }=8abc.}

### Excentricité
Si a ≥ b ≥ c (c'est-à-dire si a est la longueur du plus grand demi-axe et c est la longueur du plus petit demi-axe), on définit l'excentricité principale de l'ellipsoïde par la relation {\displaystyle e={\sqrt {\frac {a^{2}-c^{2}}{a^{2}}}}}

### Aire
L'aire d'un ellipsoïde quelconque est donnée par la formule (voir infra) :
{\displaystyle {\mathcal {A}}=2\pi c^{2}+{\frac {2\pi ab}{\sin(\phi )}}\left(E(\phi ,k)\sin ^{2}(\phi )+F(\phi ,k)\cos ^{2}(\phi )\right),}
où
{\displaystyle \cos(\phi )={\frac {c}{a}},\qquad k^{2}={\frac {a^{2}\left(b^{2}-c^{2}\right)}{b^{2}\left(a^{2}-c^{2}\right)}},\qquad a\geq b\geq c,}
et où F(ϕ , k) et E(ϕ , k) sont les intégrales elliptiques incomplètes de première et deuxième espèce respectivement (voir infra).

## Propriétés développées
Cette section est basée sur le livre de référence de Chandrasekhar.
L'utilisation des ellipsoïdes dans la modélisation des systèmes physiques nécessite le calcul de grandeurs, notamment pour les comparer avec celles de la sphère de volume identique (que l'on supposera de volume unité pour simplifier les notations) ; ce sont notamment les moments de volume, les moments de surface et les moments angulaires :
{\displaystyle \langle x_{i}^{n}\rangle _{\tau }=(3/4\pi )\iiint x_{i}^{n}d\tau \;,\langle x_{i}^{n}\rangle _{\sigma }=(1/4\pi )\iint x_{i}^{n}d\sigma \;,\langle x_{i}^{n}\rangle _{\omega }=(1/4\pi )\iint x_{i}^{n}d\omega \;;}
où {\displaystyle d\tau \,,d\sigma \,{\text{et}}\,d\tau \,}sont respectivement les éléments de volume, de surface et d'angle solide ; les moments sont normalisés à l'unité pour une sphère avec   {\displaystyle n=0}.

### Notations
Pour unifier et simplifier les formules on utilisera les coordonnées indicées (voir supra) en ordonnant les demi-axes {\displaystyle a_{1}\geq a_{2}\geq a_{3}}. Les trois excentricités de l'ellipsoïde sont
{\displaystyle e_{1}^{2}=1-\left({\frac {a_{3}}{a_{1}}}\right)^{2}\;,e_{2}^{2}=1-\left({\frac {a_{2}}{a_{1}}}\right)^{2}\;{\text{et}}\;e_{3}^{2}=1-\left({\frac {a_{3}}{a_{2}}}\right)^{2}.}
Elles ne sont pas indépendantes et seuls interviennent dans les résultats : leurs ratios {\displaystyle k=e_{2}/e_{1}{\text{ et }}k'=e_{3}/e_{1}\;;} ainsi qu' un angle {\displaystyle \phi }, défini par {\displaystyle \sin \phi =e_{1}.}
La plupart des propriétés des ellipsoïdes s'expriment en fonction des intégrales elliptiques de première et de seconde espèce :
{\displaystyle {\displaystyle F(\phi ,k)=\int _{0}^{\phi }{\frac {\mathrm {d} \theta }{\sqrt {1-k^{2}\sin ^{2}\theta }}},\quad E(\phi ,k)=\int _{0}^{\phi }{\sqrt {1-k^{2}\sin ^{2}\theta }}~\mathrm {d} \theta .}}

### Moments de volume
Les moments de volumes sont les plus simples, par changement de variable on obtient :{\displaystyle \langle x_{i}^{n}\rangle _{\tau }=0} si n est impair, et {\displaystyle \langle x_{i}^{n}\rangle _{\tau }={\frac {3}{(n+1)(n+3)}}a_{i}^{n}\;} si n est pair. Les moments d'inertie (n=2) sont particulièrement importants pour l'étude des ellipsoïdes en rotation ; le moment d'inertie d'un ellipsoïde de densité uniforme par rapport à un axe de ses axes de symétrie {\displaystyle a_{i}} s'écrit donc :
{\displaystyle I_{a_{i}}={\frac {m}{5}}\sum _{k=1,\neq i}^{3}a_{k}^{2}}.
Soit avec les notations non indicées, avec a sur l'axe Ox , avec b sur l'axe Oy et c sur l'axe Oz  :
{\displaystyle I_{xx}={\frac {m}{5}}(b^{2}+c^{2})\;,I_{yy}={\frac {m}{5}}(a^{2}+c^{2})\;,I_{zz}={\frac {m}{5}}(a^{2}+b^{2}).}
Les moments d'inertie non diagonaux sont tous nuls dans ce système d'axe :
{\displaystyle I_{xy}=I_{yx}=I_{xz}=I_{zx}=I_{yz}=I_{zy}=0.}

### Moments angulaires
Ces moments sont des propriétés statiques des ellipsoïdes ; ils diffèrent des moments angulaires (ou moments cinétiques) des solides en rotation. Les moments d'ordre 2 sont liés par l'équation de l'ellipsoïde :{\displaystyle \sum _{i=1}^{3}\langle x_{i}^{2}\rangle _{\omega }/a_{i}^{2}=1}; ils se déduisent de la relation  :{\displaystyle \langle r^{2}\rangle _{\omega }={\frac {a_{2}a_{3}}{e_{1}}}F(\phi ,k)}par le théorème d'Euler sur les fonctions homogènes, on en déduit : {\displaystyle \langle x_{i}^{2}\rangle _{\omega }=\langle r_{i}^{2}\rangle _{\omega }-a_{i}{\frac {\partial {\langle r_{i}^{2}\rangle _{\omega }}}{\partial {a_{i}}}}.}
Les moments angulaires d'un ellipsoïde sont fortement liés aux moments de surface de l'ellipsoïde réciproque et interviennent dans le calcul de l'énergie potentielle (voir infra) des ellipsoïdes homogènes.

### Moments de surface
Ils permettent d'analyser les déviations de la surface de l'ellipsoïde par rapport à celle de la sphère de même volume. Les plus utiles sont liés aux trois composantes de la normale {\displaystyle {\vec {n}}} à la surface : {\displaystyle A_{i}=\langle n_{i}^{2}\rangle _{\sigma }}. 
On en déduit l'aire de l'ellipsoïde (cf. supra les définitions de {\displaystyle \phi } de k' ):{\displaystyle A=4\pi (A_{1}+A_{2}+A_{3})={\frac {2\pi a_{1}a_{2}}{e_{1}}}\left[(1-e_{1}^{2})F(\phi ,k')]+e_{1}^{2}E(\phi ,k')+e_{1}(1-e_{1}^{2})^{1/2}(1-e_{3}^{2})^{1/2}\right]\;;}
expression équivalente à celle ci-dessus en fonction des demi-axes a, b et c.

### Énergie gravitationnelle et/ou coulombienne
Pour les ellipsoïdes dont la cohésion est assurée par la gravité ou pour les ellipsoïdes uniformément chargés, il est nécessaire d'évaluer le potentiel en un point par l'intégrale de volume : 
{\displaystyle V({\textbf {r}})=\iiint {\frac {d{\textbf {r'}}}{\|{\textbf {r}}-{\textbf {r'}}\|}}}.
Oliver Kellogg (en) a démontré que le potentiel peut s'exprimer en fonction des moments angulaires (cf. supra) : 
{\displaystyle V({\textbf {r}})=2\pi \sum _{i=1}^{3}\langle x_{i}^{2}\rangle _{\omega }\left(1-{\frac {x_{i}^{2}}{a_{i}^{2}}}\right)}.
Carlson a démontré plus précisément que l'énergie potentielle totale d'un ellipsoïde se déduit simplement de l'énergie potentielle d'une sphère équivalente :  
{\displaystyle {\overline {V}}(a_{1},a_{2},a_{3})={\overline {V}}(1,1,1)<r^{2}>_{\omega }},  
expression valable même pour les ellipsoïdes inhomogènes mais dont les équipotentielles sont des ellipsoïdes concentriques. La valeur moyenne de {\displaystyle V({\textbf {r}})} dans tout l'ellipsoïde est donc : 
{\displaystyle {\overline {V}}={\frac {8\pi }{5}}\langle r^{2}\rangle _{\omega }={\frac {8\pi }{5}}a_{2}a_{3}e_{1}^{-1}F(\phi ,k).}

## Applications et exemples
Les propriétés des ellipsoïdes ont été étudiées depuis des siècles dans la recherche des formes que prennent les systèmes en rotation, Newton s'est intéressé en particulier à l'aplatissement des pôles  (modèle ellipsoïdal de la Terre). Les mathématiciens les plus brillants ont contribué à l'étude des figures ellipsoïdales d'équilibre des systèmes en rotation que l'on rencontre dans la nature. 
Les corps célestes dont la cohésion est assurée par la gravitation ; en rotation autour d'un axe, les formes d'équilibre minimisent la somme de l'énergie potentielle (cf. {\displaystyle {\overline {V}}} ci- dessus) et de l'énergie cinétique de rotation {\displaystyle {\frac {1}{2}}I\,\Omega ^{2}}(qui est fonction du moment d'inertie). Aux faibles vitesses de rotation, la figure d'équilibre est un ellipsoïde oblate ; à partir d'une vitesse de rotation critique, se produisent des bifurcations vers d'autres figures pour la plupart non ellipsoïdales (voire figure). 

Formes ellipsoïdales d'équilibre d'un corps céleste en rotation

La figure ci-contre illustre les formes ellipsoïdales d'équilibre d'un corps céleste en rotation selon les modèles respectifs de Maclaurin et Jacobi : l'abscisse est proportionnelle à la vitesse de rotation angulaire, l'ordonnée donne les longueurs des demi-axes des ellipsoïdes {\displaystyle a\geq b\geq c} ; l'axe de rotation est selon c.
Aux faibles vitesses de rotation (abscisse ≤ 0,3), les deux modèles prédisent  un aplatissement progressif (forme oblate {\displaystyle a=b\geq c}). Pour les vitesses de rotation plus élevées (abscisse > 0,3), le modèle de Jacobi (lignes continues) diffère de celui Maclaurin (lignes pointillées) ; il prévoit une bifurcation vers une forme triaxiale  {\displaystyle a>b>c}, qui converge vers une forme prolate {\displaystyle a>b=c} . Le modèle de Jacobi est plus réaliste car il prend en compte les mouvements internes (fluide visqueux).  
Les deux modèles se limitent aux formes ellipsoïdales ; aux plus hautes vitesses de rotation des bifurcations apparaissent vers d'autres formes d'équilibre, comme des formes à deux lobes ou plus (formes de « poire » ou de « cacahuète ») ou des tores. 
Ont été étudiés aussi les fluides dont la cohésion est assurée par la tension superficielle : par exemple les gouttes d'eau en impesanteur. L'énergie potentielle à prendre en compte est la tension superficielle directement proportionnelle à l'aire de l'ellipsoïde {\displaystyle {\overline {V}}=A\times T}, où T dépend de la nature du liquide (T = 8 × 10−3 J m−2 pour l'eau à température ordinaire). Comme pour les planètes, les gouttes d'eau ont des formes oblates aux faibles vitesses de rotation, qui bifurquent vers d'autres formes aux vitesses plus élevées.
Les noyaux atomiques peuvent être déformés  : soit par une brisure spontanée de symétrie dans leur état fondamental, soit lorsque leur énergie coulombienne (répulsive) atteint une valeur critique, soit enfin par rotation induite dans les réactions nucléaires.  En première approximation, on peut considérer la matière nucléaire comme incompressible ; dans le modèle de la goutte liquide, l'énergie potentielle dépendante de la forme est donc dominée par la compétition entre une énergie de surface attractive et une énergie coulombienne répulsive. Dans leur état fondamental, la plupart des déformations des noyaux lourds sont de type ellipsoïdal ; pour les noyaux très lourds ou en rotation, ces formes deviennent instables ce qui conduit au phénomène de fission (induite ou spontanée).

### Exemples
Certains ellipsoïdes ont des propriétés spécifiques liées à leur domaine d'application :
- Ellipsoïde de Fresnel dans la propagation des ondes mécaniques ou électromagnétiques
- Ellipsoïde de Bessel en topographie
- Ellipsoïde diélectrique pour la propagation de la lumière dans les milieux non-isotropes
- Ellipsoïde de Poinsot en mécanique du solide
- Modèle ellipsoïdal de la Terre (ou ellipsoïde normale) dans l'étude de la forme de la Terre et des planètes ou étoiles.